# Саммит АТЭС 2009
Саммит АТЭС Сингапур 2009 (англ. APEC Singapore 2009) — семнадцатая ежегодная встреча лидеров государств АТЭС в Сингапуре. Встреча глав государств назначена на 14-15 ноября 2009 года.

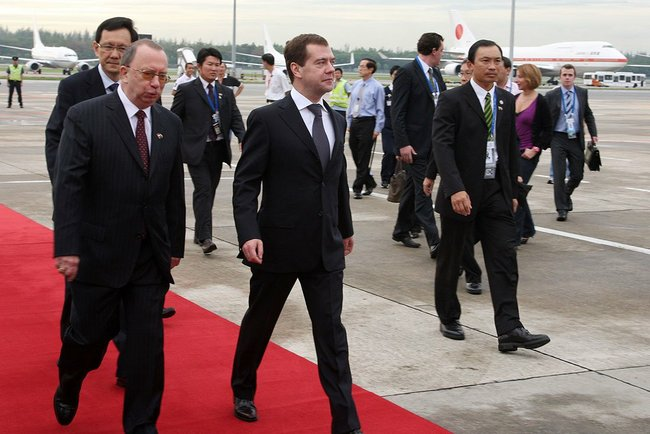
Прибытие Дмитрия Медведева в Сингапур

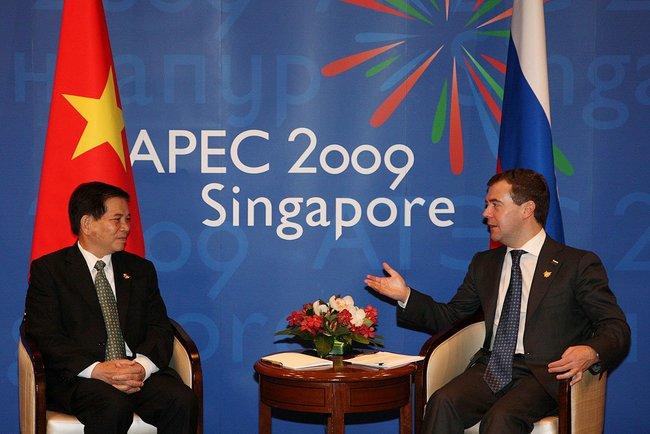
Встреча Дмитрия Медведева и Президента Вьетнама Нгуен Минь Чиета

Лозунг форума в 2009 году — «К устойчивому развитию и укреплению региональных связей» (англ. «Sustaining Growth, Connecting the Region»).
По итогам встречи лидерами стран-участников форума была принята Декларация. В ней выражена поддержка Двадцатки в поддержании сбалансированного роста, проведении структурного реформирования. Главы государств договорились стимулировать всеобъемлющий рост, содействовать устойчивому росту, противодействовать протекционизму, поддерживать многостороннюю систему, ускорять региональную экономическую интеграцию, укреплять экономическое и техническое сотрудничество, усиливать безопасность личности, бороться с коррупцией, совершенствовать управление, обеспечивать прозрачность и укреплять АТЭС.